# Поварово I
По́варово I — узловая железнодорожная станция главного хода Октябрьской железной дороги (Ленинградское направление Мосузла) в посёлке Поварово городского округа Солнечногорск Московской области. Входит в Московский центр организации работы железнодорожных станций ДЦС-1 Октябрьской дирекции управления движением. По объёму работы отнесена к 4 классу.
В границах станции находятся два остановочных пункта (каждый с боковыми платформами) для электропоездов:
- Одноимённый (Поварово I) в северо-западной горловине станции (два пути), расположен на насыпи и мосту над автомобильной дорогой, проходящей через посёлок.
- Поваровка в юго-восточной горловине станции (два пути), в близости к путепроводу Большого кольца МЖД, возможна пешеходная пересадка на платформу 142 км Большого кольца.

Станция является передаточной между Октябрьской и Московской железными дорогами. Примыкают две соединительные ветви (№ 2 и № 5) на Большое кольцо МЖД (Поварово I — Поварово III), но пригородного пассажирского движения по ним нет. Ранее развязка с Большим кольцом состояла из пяти соединительных ветвей, но три из них были разобраны и не действуют — ветка № 3 от Поварово III на Москву, ветка № 7 от Москвы на Поварово II, ветка № 1 от Поварово II на Поварово I (последняя имеет действующий тупиковый участок от станции Поварово I).
До 1996 года поезда дальнего следования из Санкт-Петербурга в южные районы России уходили по соединительной ветке на Большое кольцо МЖД. В 1996 году часть таких поездов стали проходить через Москву (Курский вокзал)[значимость факта?].